# Traditori di tutti
Traditori di tutti (1966) è un romanzo poliziesco di Giorgio Scerbanenco, il secondo del ciclo di Duca Lamberti, ambientato come il primo a Milano. Durante lo svolgimento della vicenda Duca acquisterà la consapevolezza che è destinato a diventare un investigatore di polizia e sceglierà questa vita.
Nel 1968 il romanzo fu insignito del Grand prix de littérature policière per il miglior romanzo poliziesco straniero dell'anno.

## Trama
Una misteriosa ragazza spinge una Fiat 1300 nel Naviglio Pavese, con dentro due anziani narcotizzati: si tratta dell'avvocato Turiddu Sompani e della sua compagna Adele Terrini, che annegano. Compiuto il delitto la ragazza fugge in aereo verso Seattle. Qualche giorno dopo, Duca Lamberti viene a sapere della morte di Sompani, e ricorda di averlo conosciuto in carcere mentre entrambi erano detenuti: l'avvocato era in prigione per aver provocato l'annegamento di un suo amico e della sua compagna, avvenuto anni prima alla Conca Fallata, in circostanze che ricordano inquietantemente quelle in cui sono stati uccisi Sompani e la Terrini. 
Giorni dopo, Duca viene contattato da un certo Silvano Solvere, che si presenta come un caro amico di Turiddu, e gli chiededi eseguire un delicato intervento di imenoplastica sulla sua amante Giovanna Marelli, poiché il giorno dopo ella sposerà il ricco commerciante Ulrico Brambilla. I due amanti vogliono trarre profitto da questo matrimonio, ma il futuro sposo è stato indotto a pensare che ella sia vergine; Solvere offre a Duca una ricompensa e una raccomandazione per la sua riammissione all'ordine medico.
Alcuni indizi portano Duca a sospettare un legame tra Solvere e un'ignota organizzazione criminale, probabilmente coinvolta anche nella morte di Sompani e della Terrini: accetta dunque l'incarico, ma subito informa il commissario Carrua e il fido attendente Mascaranti.
Poche ore dopo l'operazione, Giovanna riparte con Silvano; i due verranno poi ammazzati da un killer, che farà finire la loro auto nel Naviglio. Partendo da una valigetta lasciata in casa sua dalla ragazza, Duca scopre che l'intera vicenda ruota attorno al ristorante La Binaschina, vicino alla Certosa di Pavia, scelto come base da una banda criminale per una serie di attività illecite, dal traffico d'armi e droga alla prostituzione; alla banda sono affiliati tutti i personaggi della vicenda: Silvano, Giovanna, Turiddu, Adele, la coppia morta anni prima e il misterioso killer, che si rivela essere il gigantesco Claudino. Ciascuno di loro aveva in qualche modo tradito tutti gli altri, cercando di ricavare maggior profitto per sé: gli amici di Turiddu, anni prima, erano stati da lui scoperti e ammazzati; allo stesso modo Silvano e Giovanna avevano sottratto delle armi cercando di rivenderle all'insaputa dei loro colleghi, ma erano stati scoperti da Claudino, che li aveva uccisi prima di mettersi sulle tracce della refurtiva. Duca e Mascaranti riescono a sgominare la banda, ma non possono impedire che Claudino massacri Ulrico Brambilla nel tentativo di estorcergli informazioni. Tuttavia il delitto iniziale, nel quale sono morti Sompani e la Terrini, rimane irrisolto.
Alcuni giorni dopo Duca viene a sapere che una donna italoamericana, Susanna Paany, ha fatto ritorno dall'America e si è costituita per il delitto Sompani/Terrini. In realtà la donna non ha nulla a che vedere con l'organizzazione criminale: ella si è vendicata per un fatto accaduto durante la II Guerra Mondiale, quando Adele e Turiddu avevano dato ospitalità a suo padre, soldato dell'esercito americano in fuga; in realtà la coppia svolgeva operazioni di spionaggio per tutte le nazioni coinvolte, vendendo informazioni e talvolta esseri umani in cambio di mescalina, dalla quale i due erano dipendenti. L'uomo era stato torturato e ucciso mentre i due erano sotto l'effetto della droga poiché si rifiutava di dare loro informazioni e denaro. Susanna, una volta appresa questa storia, si era messa sulle tracce degli assassini e, conquistata la loro fiducia, li aveva uccisi; pur essendo riuscita a fuggire, la ragazza era poi tornata a Milano per costituirsi, avendo compreso quanto il tradimento da lei compiuto nei loro riguardi l'avesse resa simile a loro.
Alla fine di tutta la vicenda, Carrua offre a Duca una scelta: potrà aiutarlo a tornare a fare il medico o farlo diventare un poliziotto. Avendo maturato la consapevolezza di essersi allontanato dal mondo medico e di aver sviluppato interesse per le indagini, Duca sceglie la seconda opzione.

## Edizioni
- Traditori di tutti, R'66, Milano, Garzanti, 1966,  p. 187.
- Traditori di tutti, I Garzanti, Garzanti, 1970,  p. 187.
- Traditori di tutti, Gialli Garzanti 134, Garzanti, 1977,  p. 186.
- Traditori di tutti, Amica BUR, Rizzoli, 1988,  p. 188.
- Traditori di tutti, I libri di Giorgio Scerbanenco, Garzanti, 1988,  p. 231, ISBN 88-11-52031-2.
- Traditori di tutti, Prefazione di Carlo Oliva, Gli Elefanti, Garzanti, 1998,  p. 231, ISBN 88-11-66857-3.
- Traditori di tutti, Elefanti bestseller, Garzanti, 2014,  p. 223, ISBN 978-88-11-68773-3.
- Traditori di tutti. Un'indagine di Duca Lamberti, Prefazione di Cecilia Scerbanenco, Collana Oceani, Milano, La nave di Teseo, 2022, ISBN 978-88-346-0798-5.